# Corbevax
Corbevax ou BioE COVID-19 est un vaccin contre la Covid-19 à sous-unités protéiniques,,, mis au point au Baylor College of Medicine (école rattachée au Texas Children's Hospital) et distribué sous licence par la société pharmaceutique indienne Biological E. Limited (en) (BioE) pour son développement et sa production,.

## Technologie
Le vaccin est constitué d'une version du domaine de liaison au récepteur (en) (RBD, de l'anglais receptor binding domain) de la protéine de pointe du SRAS-CoV-2, ainsi que des adjuvants de gel d'hydroxyde d'aluminium et de 
CpG (en) 1018. La protéine est produite par la levure Pichia pastoris ; le processus est similaire à celui des vaccin contre l'hépatite B.

## Fabrication
En avril 2021, la U.S. International Development Finance Corporation (DFC) a annoncé qu'elle financerait l'expansion des capacités de fabrication de BioE (Biological E Ltd, Inde), afin qu'elle puisse produire au moins 1 milliard de doses d'ici la fin de 2022.
Le 28 décembre 2021, l'Inde a approuvé le vaccin pour un usage restreint en situation d'urgence. Le développement du vaccin a été financé à hauteur de 7 millions de dollars par des investisseurs majoritairement privés. La technologie du vaccin est donnée sans brevet aux fabricants, afin d'être utilisé dans les pays à faible revenu afin d'accroître l'accès aux vaccins et l'équité. Il est conçu pour être facilement stockable et fabriqué avec des procédés traditionnels.